# Citrus (만화)
citrus(シトラス 시토라스[*])는 사브로 우타가 쓴 일본의 백합 만화이다. 이치진샤의 《코믹 유리히메》에서 2013년 1월호부터 2018년 10월호까지 연재되었다.

## 줄거리
아이하라 유즈는 패션에 민감하고 능동적이며 재밌는 것을 사랑하는 도시소녀인데, 어머니의 재혼으로 새로운 동네로 이사오고, 새로운 학교로 전학을 오게 된다. 공부보다는 남자와 쇼핑에 정신이 팔렸기 때문에 유즈는 보수적인 여고로 전학을 온다. 학교에 적응하려고 했지만 학생회, 특히 일을 열심히 하고 예쁘지만 냉정한 학생회장 아이하라 메이와 충돌하게 된다. 알고보니, 메이는 유즈엄마의 재혼 상대의 자식 즉, 의붓여동생이었고, 유즈는 자신이 다른 여자아이와 방을 같이 써야 한다는 것을 알게 되었다. 이 이야기는 두 소녀 간의 관계의 진전을 묘사하고 있다. 서로에 대한 악의는 서로를 잘 알게 되면서 서서히 느슨해지고, 유즈가 자신이 새로운 의붓동생과 사랑하고 있다는 것을 알게 되어 생긴 혼란에 대해서 그리는 작품이다.

## 등장인물
아이하라 유즈 (藍原 柚子) 
성우 - 타케타츠 아야나 (PV)
유즈는 자칭 '갸루'이며 주인공이자 아이하라 메이의 의붓언니이다. 아버지는 어렸을 적에 돌아가셨다. 머리가 원래 금발은 아니었던 것 같으며 눈은 녹색이다. 대담하고 활발하며 뻔뻔하다. 어머니가 재혼한 후에 여고로 전학오게 된다. 옷을 입고, 화장하고, 교복을 변형하는 것을 즐거워한다. 교칙에 어긋나는 행동이기 때문에 학생회와 마찰을 빚기도 한다. 예전 친구들은 유즈가 데이트하고 친구 사귀는 데에 꽤 경험이 많을 것이라고 믿고 있었지만 실제로는 남자친구를 사귀어 본 적이 한 번도 없다고 고백한다. 때때로 좀 모자란 면을 보이기는 하지만 열심히 해서 전교 100등 안에 드는 시험결과를 얻을 수 있었고, 이에 히메코는 놀랐다.
전학을 온 이후 유즈는 마음이 통하는 타니구치 하루미와 즉시 친구가 되었으며 둘은 함께 학교 규칙을 어기고 다니기도 한다. 한편, 메이는 바로 싫어하게 되는데, 메이의 차가운 태도와 예측할 수 없는 성적으로의 진보 때문에 당황하기도 한다. 이에도 불구하고 유즈의 좌절은 결국 강한 사랑의 감정으로 승화되어 메이에 대한 보호심을 가지게 되고 메이의 안녕에 대해 깊은 걱정도 가지게 된다. 유즈가 메이에게 로맨틱한 흥미를 가지고 있기는 하지만 좋은 언니상이 되려고 최대한 노력하고 있어서, 메이와 아버지 간의 관계를 회복하기 위해 최선을 다하고 있으며 도움을 줄 수 있는 것은 무엇이든지 하려고 한다. 예전에 가까이에 살았고 유즈와 자매와 같은 존재였던 마츠리라는 어릴적 친구가 있다.
아이하라 메이 (藍原 芽衣) 
성우 - 츠다 미나미 (PV)
메이는 아름다우면서도 진지한 학생회장으로 정직한 학생이자 학교 이사장의 손녀이다. 유즈와 학년이 같기는 하지만, 이제는 유즈의 여동생이다. 엄격하고, 냉정하고 침착하지만 성질이 다소 급하다. 학생들 사이에서 매우 존경을 받고 있기는 하지만 가끔 잔인하게 행동하는 경우가 있다. 잔인한 성격과, 메이가 유즈를 단순히 다루기 위해 성적인 접근을 하는 사실 모두 매우 유즈를 상처입힌다. 예전에는, 메이가 젊고 잘생긴 남교사와 로맨틱한 관계를 맺고 있었지만 유즈가 그는 단지 메이를 돈을 위해서 사용하고 있다는 것을 알아내어 이 허물을 폭로해서 그 남교사는 학교를 떠나게 된다. 유즈가 메이를 더 많이 알게 될 때마다, 다소 민감하고 외로운 면을 보여주어서 유즈의 보호본능을 뒤흔들어놓는다.
메이는 아버지가 언젠가 학교 이사장이 되고, 자신도 아버지를 이어서 이사장이 될 것이라고 믿고 있었기 때문에 아버지를 매우 존경했었다. 하지만, 메이의 아버지는 대신에 학교의 선생님이라는 자리를 떠나고 메이가 세계를 여행하는 것을 막았다. 그리고 메이를 학교 후계자로 만들기 위해 학교에서 메이에게 해야 할 일을 많이 짊어지게 했다. 메이는 자신이 열심히 일해야 하고 아버지가 돌아돌 때를 위해 학교를 안전하게 지키고 있어야 한다고 믿었기 때문에, 아버지를 위해 묵묵히 일을 했다. 하지만 아버지는 학교에 돌아올 의도가 전혀 없다는 것을 알고서는 매우 화를 냈고 아버지와의 관계는 소원해진다. 아버지와 관계 개선을 하고 싶어하기는 했지만 아버지를 있는 그대로 인정하기가 어렵고, 아버지를 위해서 학교를 돌보는 것이 인생의 목표라고 생각해 왔기 때문에 더 이상 살 이유가 없다고 느꼈기 때문이다. 하지만, 유즈가 아버지와의 관계를 개선하도록 도와주었고, 메이 자신의 인생의 목표를 찾는 것도 도와주었다. 이후, 메이는 유즈와 사랑의 감정을 어느 정도는 나누는 것으로 보이며, 유즈에게 마츠리가 가까워지려고 하자 유즈에게 긍정적인 태도를 보이게 된다. 유즈에게 마음을 열고, 자신의 행동 때문에 유즈에게 문제가 생기거나 유즈가 슬퍼할 때면 자책감을 느낀다. 마츠리에게 유즈를 만난 것에 대해 감사하다고 표현한다.
타니구치 하루미 (谷口 はるみ) 
하루민이라고도 불린다. 유즈가 학교에 처음 전학에 온 날, 갸루 스타일이라고 유즈를 부르고, 유즈에게 새 학교를 둘러보게 해 주면서 친구가 된다. 하루미는 학교에 첫 날에 적응하기는 했지만 역시 전학을 왔다. 또한, 주위의 보수적인 여학생과는 다른 성향을 보여서 학생 회장인 아이하라 메이에게 잘 보이는 것에 전혀 관심이 없고, 휴대전화 소지나 무단외출 등 학교 규칙을 어기기도 한다. "안경선배"라고 부르는 학생 부회장은 하루미가 최근에 더 활발해진 것 같다고 했다. 거드름을 피우고, 친절하고, 예민하고, 유머 감각이 있으며 낙천적이다. 유즈에게는 전체적으로 좋은 친구라서 유즈를 편안하게 해 주고 유즈의 삶에 격동적인 영향을 끼쳤다. 가슴 사이에 꽤 많은 물건을 넣어두기도 하는 것 같다. 하루미에게는 자신이 좀 두려워하는 친언니가 있다. 마츠리를 챕터 9에서 만난 이후로 마츠리를 경계하고 수상하게 바라본다. 유즈가 마츠리와 단 둘이 있는 것을 막으려고 노력한다.
모모키노 히메코 (桃木野 姫子) 
학생회 임원. 메이의 어릴 적 친구이며 현재는 한 자리 한다. 부유한 가문 출신으로 운전 기사와 최소 한 명의 집사가 있다. 주말에는 로리타 패션을 즐겨 입는 것 같다. 고집이 세고, 진취적이며 질투가 많아 격해지기 쉬운 성격이다. 메이를 좋아하며 소유욕을 느낀다. 따라서 유즈가 그녀의 삶에 들어갈 때 질투를 느끼게 된다. 이야기가 진행이 됨에 따라 덜 적대적인 역할이 되어 유즈의 존재를 받아들이게 되나, 유즈가 학교 규칙을 어길 때마다 좌절한다. 푸치라는 작은 강아지를 키운다.
미즈사와 마츠리 (水沢 まつり) 
성우 - 호리노 사야카 (PV)
마츠리는 남동생이 있으며, 부모님은 맞벌이라서 그 누구고 마츠리에게 관심을 두지 않았다. 유즈가 아이하라 가로 옮겨가기 전만 해도 가까이에 살았던 어릴 적 친구. 현재 중학교 2학년. 마츠리는 챕터 8에서 등장하며, 뭔가 속이는 것 같고 교활한 성격이다. 아케이드 게임장에서 유즈와 하루미 사이에 와서 카라오케로 초대한다. 하루미는 좀 걱정이 되기도 하고, 마츠리를 의심스러운 눈으로 쳐다봤다.
메이에 대한 유즈의 감정의 본질을 추론한 이래로 유즈에 대한 사랑의 감정을 키워나갔으며 메이 앞에서 유즈에게 키스한 적도 있다. 그들 사이를 어떻게든 갈라 놓으려고 활발하게 노력하며, 그들의 관계를 어떻게든 깨버리려고도 한다. 나중에, 마츠리 자신이 상당히 외로웠고, 언니인 유즈를 메이에게 빼앗기겠다는 생각이 얼마나 두렵게 했기 때문에 잘못된 행동을 할 수 없었다고 밝힌다. 유즈, 심지어 메이조차도 자신을 걱정한다는 것을 알고서는 메이를 라이벌로 생각하는 것을 그만두고서는 또 다른 '언니'로 보기 시작한다.

## 발매
'citrus'는 사브로우타의 만화이다. 이치진샤의 코믹 유리히메에 2012년 11월 17일부터 연재를 시작했으며, 2014년 11월까지 총 13챕터가 연재되었다. 단행본 제 1권은 2013년 6월 18일에 발행되었으며, 단행본 제 3권은 2014년 11월 18일에 발매되었다. 만화 단행본 제 3권을 홍보하기 위해 PV 동영상이 이치진샤의 유튜브 채널에 2014년 11월 18일에 업로드되었다. 이 만화의 영어판 판권은 Seven Seas 엔터테이먼트가 획득했으며 단행본 제 1권은 2014년 12월 16일에 발매하였다. 독일과 태국에서도 판권을 획득했다.
| 번호 | 일본어 출간일    | 일본어 ISBN            | 영어 출간일      | 영어 ISBN              |
| ---- | ---------------- | ---------------------- | ---------------- | ---------------------- |
| 1    | 2013년 7월 18일  | ISBN 978-4-7580-7264-9 | 2014년 12월 16일 | ISBN 978-1-626921-40-5 |
| 2    | 2014년 3월 18일  | ISBN 978-4-7580-7297-7 | 2015년 4월 7일   | ISBN 978-1-626921-41-2 |
| 3    | 2014년 11월 18일 | ISBN 978-4-7580-7372-4 | 2015년 8월 18일  | ISBN 978-4-758073-72-1 |
| 4    | 2015년 7월 18일  | ISBN 978-4-758074-49-0 | 2015년 12월 29일 | ISBN 978-1-626922-17-4 |

## TV 애니메이션
2016년 11월에 TV 애니메이션화가 진행 중이라고 밝혔다. 익년 3월에 TV 애니메이션화가 결정되었다. 2018년 1월부터 3월까지 도쿄 MX, AT-X, BS후지에서 방영되었다(전 13화).